# الاستخبارات المركزية (فلم)
الإستخبارات المركزية (بالإنجليزية: Central Intelligence) هو فيلم إثارة تم إنتاجه في الولايات المتحدة. صُدر في سنة 2016. الفيلم من إخراج روسون مارشال ثيردر، وكتابة بيتر ستينفيلد. ومن بطولة دوين جونسون، وكيفن هارت كصديقان منذ المدرسة اللذان يهربان بعد إنضمام أحدهما إلي وكالة المخابرات المركزية من أجل إنقاذ العالم من إرهابي ينوي بيع أكواد الأقمار الصناعية. بالإضافة إلي آرون بول، وأيمي رايان، ودانييل نيكول.
صُدر الفيلم في لوس أنجلوس في 10 يونيو 2016، وفي الولايات المتحدة في 17 يونيو 2016. تلقي الفيلم مراجعات إيجابية مع المديح لأداء هارت وجونسون، ولكن الانتقادات كانت للسيناريو. حقق الفيلم 50000000 دولار ميزانية، و217000000 دولار إيرادات.

## طاقم العمل
- دوين جونسون
- كيفن هارت
- آرون بول
- أيمي رايان
- دانييل نيكول

## القصة
تدور أحداث القصة حول عالم المخابرات، وأعمال التجسس، تحدث بين صديقين في المدرسة: (روبي ويرديخت) الذي أدي دوره دوين جونسون، و(كالفين جوينر) الذي أدي دوره كيفن هارت، حيث تعود العلاقة بين الصديقين من جديد، من خلال تواصلهم علي موقع فيسبوك، ليدخل محاسب عادي عالم الجاسوسية، وجمع المعلومات بمخاطره المختلفة.

## روابط خارجية
- مقالات تستعمل روابط فنية بلا صلة مع ويكي بيانات